# Please Excuse My Hands
Please Excuse My Hands (in italiano: Per favore scusa le mie mani) è il secondo singolo del rapper statunitense Plies estratto dal secondo album Definition of Real. Prodotto da DJ Frank E, vede la collaborazione dei cantanti R&B The-Dream e Jamie Foxx.

## Informazioni
Come suggerisce il titolo, il tema centrale della canzone riguarda un uomo che si discolpa per alcuni suoi pensieri su delle ragazze in quanto le sue mani hanno una loro mente ma anche volontà proprie, autonome rispetto alle sue.
Il singolo ha riscosso pareri positivi su MTV.com ma ha ottenuto un basso successo all'interno della Billboard Hot 100, dove ha raggiunto la posizione n.66. Nelle altre classifiche di Billboard Hot R&B/Hip-Hop Songs e Hot Rap Tracks ha invece raggiunto la top 10.

## Videoclip
Il videoclip ha debuttato il 23 luglio 2008 su BET a 106 & Park ed è stato diretto dallo stesso Plies e da Zipper On Butta Fly Leather.

## Classifica
| Classifica (2008)                      | Posizione massima |
| -------------------------------------- | ----------------- |
| U.S.A. Billboard Hot 100               | 66                |
| U.S.A. Billboard Hot R&B/Hip-Hop Songs | 8                 |
| U.S.A. Billboard Hot Rap Tracks        | 9                 |
| U.S.A. Billboard Rhythmic Top 40       | 29                |